# 高橋権六
高橋 権六（權六、たかはし ごんろく、1890年（明治23年）12月9日 - 1972年（昭和47年）3月4日）は、大正から昭和期の実業家・政治家。衆議院議員。

## 経歴
福岡県八女郡、現在の八女市で酒造家の家に生まれる。1918年（大正7年）明治学院普通部を卒業。
若いときから院外団に加わった。福岡県会議員に選出され2期在任し、同参事会員、八女郡教育会評議員も務めた。1930年（昭和5年）の第17回衆議院議員総選挙から1947年（昭和22年）第23回総選挙まで立候補を続けたがいずれも落選。同年の福岡県知事選挙でも落選した。1949年（昭和24年）1月の第24回総選挙（福岡県第3区、無所属）で当選。当時の地元新聞に「同情票で勝利」と分析した記事が掲載された。その後の総選挙で2回連続落選し、政界を引退した。
実業界では、八女郡製穀業組合長、福岡県製穀業組合連合会専務理事、八洲土木社長などを務めた。

## 国政選挙歴
- 第17回衆議院議員総選挙（福岡県第3区、1930年2月、立憲民政党）落選[5]
- 第20回衆議院議員総選挙（福岡県第3区、1937年4月、中立）落選[6]
- 第22回衆議院議員総選挙（福岡県第1区、1946年4月、無所属）落選[7]
- 第23回衆議院議員総選挙（福岡県第3区、1947年4月、無所属）次点落選[8]
- 第24回衆議院議員総選挙（福岡県第3区、1949年1月、無所属）当選[4]
- 第25回衆議院議員総選挙（福岡県第3区、1952年10月、自由党）落選[9]
- 第26回衆議院議員総選挙（福岡県第3区、1953年4月、無所属）落選[9]